# Dégraissage
Pour les articles homonymes, voir Dégraissant (poterie) et Licenciement collectif.
Le dégraissage est le fait d'enlever les traces de graisse d'un autre élément. Le dégraissage est une étape préparatoire indispensable à une opération de traitement thermique ou de traitement de surface telle que le nickelage et la phosphatation.

## Modes d'élimination
Un dégraissant est un produit permettant d'enlever toutes traces de graisses et d'huiles d'une pièce. Les graisses sont insolubles dans l'eau. Pour les éliminer, on peut :
- les dissoudre (opération de dissolution), en utilisant un solvant ;
- les transformer en savons solubles dans l'eau, en utilisant des produits fortement basiques comme la soude, la potasse ou les silicates de sodium. Les graisses ont été saponifiées ;
- les décoller et les empêcher de se redéposer, en utilisant des tensioactifs, pour former une émulsion.

## Dissolution
Le solvant est un composé organique volatil (paraldéhyde, trichloroéthane, trichloréthylène, “white spirit”, etc.). Le perchloroéthylène (appelé simplement « perchlo ») est un solvant utilisé pour le nettoyage à sec de tissus et pour dégraisser des métaux.
Cependant, les solvants sont de moins en moins utilisés en industrie en raison de leur toxicité (trichloroéthane, trichloréthylène...) ou de leur inflammabilité (white spirit...).

## Traitement des eaux usées
Le dégraissage est l'opération à effectuer pour ne pas encombrer un lit bactérien dans une station d'épuration. Il est conseillé de régler le pH de l'eau, puisque les dégraissants sont à base de soude et rendent le pH basique.

## Histologie
L'acétone est le solvant utilisé en histologie pour nettoyer la coupe des traces de graisses, ou dans le cadre de la plastination.

## Traitement de la laine
La laine issue des toisons des moutons est naturellement grasse. Lors de l'opération de dégraissage, on récupère le suint, ou suintine, qui est raffiné pour être utilisé en pharmacie et dans la fabrication des produits de beauté sous le nom de lanoline.
Artisanalement, le dégraissage se pratique dans des moulins à foulon où des fouloirs battent la laine sous un arrosage d'eau et d'argile smectique.